# Чемпионат мира по трековым велогонкам 1896
Чемпионат мира по трековым велогонкам 1896 года прошел с 15 по 17 августа в Копенгагене (Дания). Соревнования проводились в двух дисциплинах — в спринте и в гонке за лидером для любителей и для профессионалов отдельно.

## Медалисты
Профессионалы
| Дисциплина       | Золото               | Серебро          | Бронза        |
| Спринт           | Поль Бурильон        | Чарльз Ф. Барден | Эдмонд Жаклин |
| Гонка за лидером | Артур Адальберт Чейз | Джек Стокс       | Франц Гергер  |

Любители
| Дисциплина       | Золото           | Серебро       | Бронза         |
| Спринт           | Харри Рейнольдс  | Эдвин Шрадер  | Шарль Гильоме  |
| Гонка за лидером | Фернанд Понскарм | Михаил Дьяков | Андреас Хансен |